# Bistum Poggio Mirteto
Das Bistum Poggio Mirteto war ein italienisches Bistum in der Provinz Rieti im Latium. Es bestand von 1841 bis 1925.

## Geschichte
Poggio Mirteto unterstand lange Zeit der Gerichtsbarkeit der Territorialabtei Farfa. Später ging die Gerichtsbarkeit auf das Bistum Sabina über.
Das Bistum Poggio Mirteto wurde am 25. November 1841 aus Teilen des Bistums Rieti, des Bistums Sabina und des aufgelösten Territorialabtei San Salvatore Maggiore gebildet. Deren Abteikirche wurde Kathedrale des neuen Bistums.
Anfang des 20. Jahrhunderts hatte das Bistum 38 Pfarrei, 32.600 Einwohner, zwei Männerklöster und 8 Frauenklöster.
Am 3. Juni 1925 wurde das Bistum aufgelöst und mit dem suburbikarischen Bistum Sabina zum Bistum Sabina e Poggio Mirteto vereinigt. Die Gebiete, die 1841 vom Bistum Rieti abgetrennt wurden, wurden diesen wieder angliedert.

## Bischöfe
Die folgenden Personen waren Bischöfe von Poggio Mirteto:
- Niccola Crispigni (1842–1867)
- Angelo Rossi (1874–1882)
- Luciano Saracani OFMObs (1882–1888)
- Paolo De Sanctis (1888–1896)
- Domenico Ambrosi (1896–1899)
- Giuseppe Gandolfi (1899–1906)
- Bartolomeo Mirra (1908–1917)
- Luigi Ferretti (1917–1924)
  - Gaetano De Lai (Apostolischer Administrator, auch Kardinalbischof von Sabina; 1924–1925; danach Bischof von Sabine e Poggio)